# Выборгский автовокзал
Выборгский автовокзал — транспортное учреждение (автовокзал) в городе Выборге для обслуживания городских, пригородных и междугородных автобусных маршрутов. Расположен в центре города, на Железнодорожной улице, 7, угол Вокзальной площади и Ленинградского проспекта, в непосредственной близости от городского железнодорожного вокзала. После реконструкции 2019 года большая часть помещений используется предприятиями торговли и общественного питания.

## История

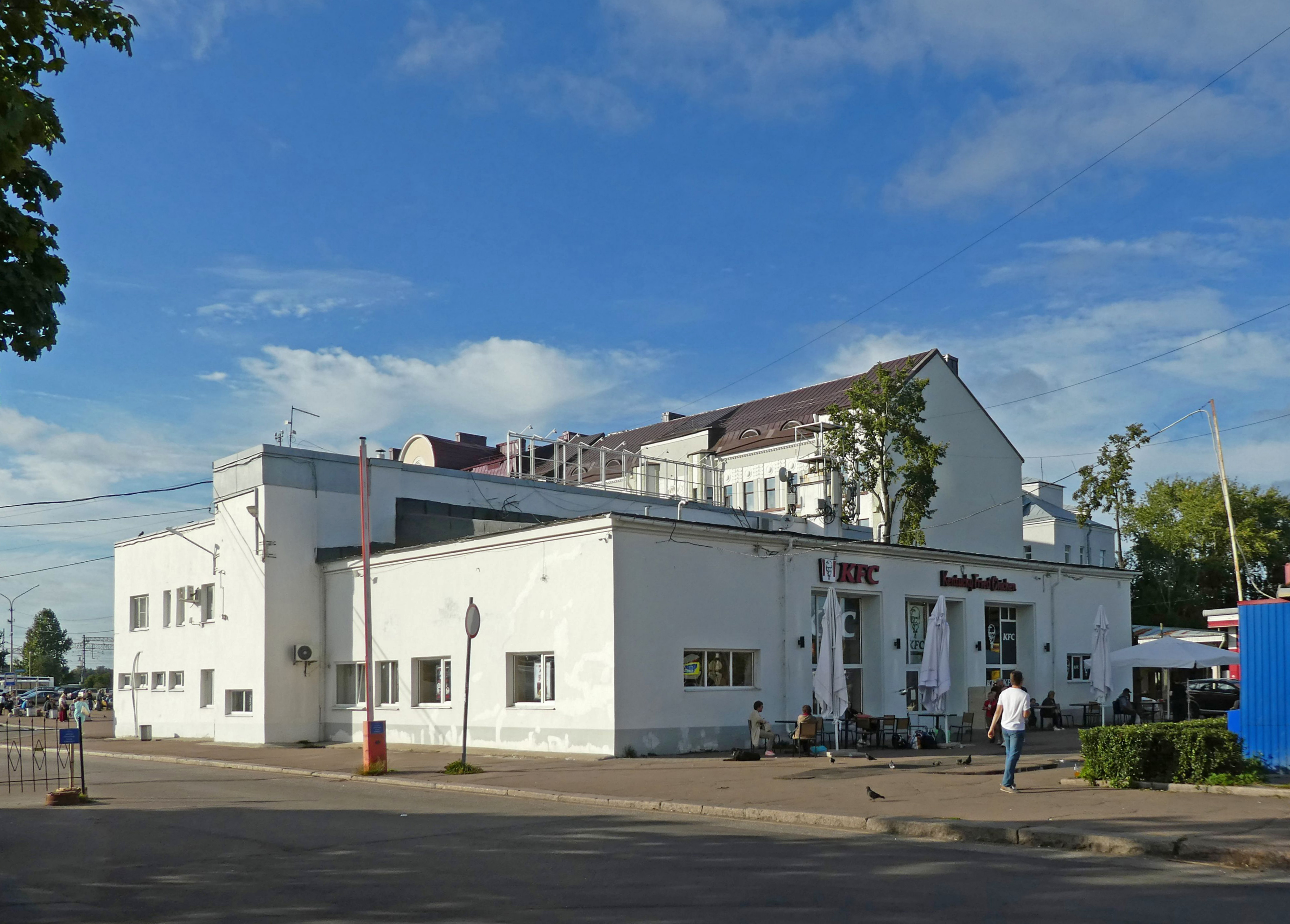
Вид на автовокзал с Ленинградского проспекта в 2023 году

К началу 1930-х годов Карельский перешеек покрылся густой дорожной сетью. В Выборге, превратившемся в узел восьми шоссейных дорог, в 1931—1932 годах по проекту архитектора В. Кейнянена у автобусной остановки напротив доходного дома Сергеевых был в стиле функционализма построен автовокзал, ставший первым в Фенноскандии зданием, специально предназначенным для оказания услуг пассажирам и автоперевозчикам. В дальнейшем автовокзалы Финляндии (например, туркуский) проектировались по образцу выборгского. Общий комплекс со зданием автовокзала составляло здание автозаправочной станции, построенное в том же году по проекту архитектора В. Лёюскя. Ещё раньше, в 1928—1929 годах, неподалёку по проекту О.-И. Меурмана была построена автозаправочная станция фирмы «Shell».

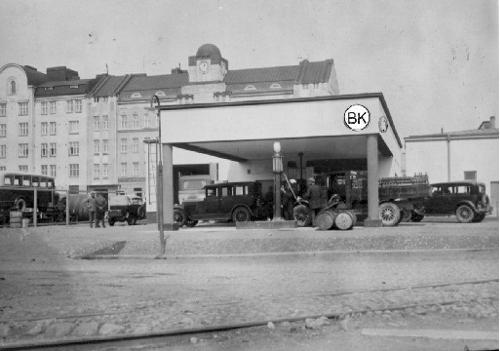
Утраченный корпус автозаправочной станции 1932 года. На заднем плане — дом Сергеевых с часовой башенкой

Первоначально автовокзал был небольшой одноэтажной постройкой с большими окнами на фасаде. Но по причине быстро возраставшего пассажиропотока он уже в 1936 году был надстроен и расширен архитектором У. Ульбергом со стороны посадочных автобусных платформ. С этого времени автовокзал представляет собой двухэтажное здание с залом ожидания, кассами и предприятиями торговли и общественного питания.
Основной функцией вокзала было обслуживание междугородных и пригородных пассажирских перевозок. В городе основным видом общественного транспорта оставался трамвай. В 1939 году, согласно расписаниям, автобусы прибывали на вокзал и отправлялись от него каждые 12 минут с 7.00 до 20.00. При этом места для часов на фасаде автобусного вокзала предусмотрено не было: циферблат размещался на башенке соседнего дома Сергеевых. В связи с ростом пассажиропотока проектировалось строительство ещё одного автовокзала на площади Красного колодца.
Количество работающих в городе автобусов резко увеличилось с 1957 года, в связи с закрытием городского трамвайного движения. Здание автовокзала, пострадавшее в ходе советско-финских войн (1939—1944), было отремонтировано и вновь открыто в 1959 году. В советское время оно было крупнейшим в Ленинградской области. Продолжает функционировать бывшее здание автозаправочной станции фирмы «Shell». Также с 1993 года действует автозаправочная станция, возведённая вместо разрушенной в годы войны станции 1932 года постройки.
С 2019 года, после проведённой реконструкции, большую часть здания автовокзала заняло предприятие международной сети быстрого питания.